# King of Everything
King of Everything — третий студийный альбом украинской метал-группы Jinjer, выпущенный 29 июля 2016 года на лейбле Napalm Records. Это первый альбом группы, выпущенный на крупном лейбле (предыдущие релизы были выпущены группой самостоятельно), а также первый альбом, записанный с одним гитаристом, так как в 2015 году группу неожиданно покинул гитарист и основатель Дмитрий Оксень.

## Об альбоме
Осенью 2015 года Jinjer выпустили видео на сингл «Sit Stay Roll Over», которое за неделю получило более 100 тысяч просмотров на YouTube и привлекло внимание лейбла Napalm Records. 7 января 2016 года было объявлено, что группа подписала контракт с лейблом и в уже в феврале войдёт в студию для записи King of Everything.

## Отзывы критиков
Альбом получил смешанные отзывы критиков. Дэнни Лейверс в своём обзоре для британского Metal Hammer поставил King of Everything четыре звезды из пяти, описав его как «совершенную коллекцию брутальности, интеллекта и технического мастерства». Его немецкий коллега был более сдержан — Матиас Векманн из германского Metal Hammer положительно отметил гроулинг Татьяны Шмайлюк, однако, по его мнению, её «мелодическая» сторона голоса «не наделена такой силой и выразительностью». Он в целом похвалил брутальные гитарные риффы, но качество тяжёлых и мелодичных частей песен показались ему несбалансированными.
Рецензенты немецких сайтов Laut.de и Powermetal.de отмечали «неровное» течение альбома — удачные песни чередуются со слабыми, что портит впечатление об альбоме. По их мнению, группа слишком «заигралась» с комбинацией музыкальных стилей, и переходы между ними звучат неорганично. Симон Дюмпельманн в своей рецензии для журнала Rock Hard отрицательно высказывался об альбоме. Хотя он отметил исполнительское мастерство Шмайлюк, он остался крайне недоволен «бесцельным» смешением стилей, описав его как «музыка, которая, несмотря на всю истерию, представляет собой не что иное, как лишенную акцента сумму своих безликих частей» и поставил King of Everything 4 балла из 10.

## Список композиций
| №                   | Название             | Длительность |
| ------------------- | -------------------- | ------------ |
| 1.                  | «Prologue»           | 2:51         |
| 2.                  | «Captain Clock»      | 4:46         |
| 3.                  | «Words Of Wisdom»    | 3:39         |
| 4.                  | «Just Another»       | 4:15         |
| 5.                  | «I Speak Astronomy»  | 5:54         |
| 6.                  | «Sit Stay Roll Over» | 4:22         |
| 7.                  | «Under The Dome»     | 4:52         |
| 8.                  | «Dip A Sail»         | 4:14         |
| 9.                  | «Pisces»             | 5:06         |
| 10.                 | «Beggars' Dance»     | 2:07         |
| Общая длительность: | Общая длительность:  | 42:06        |

## Участники записи
- Татьяна Шмайлюк — вокал
- Роман Ибрамхалилов — гитара
- Евгений Абдюханов — бас-гитара
- Дмитрий Ким — ударные